# Vietnamveteran

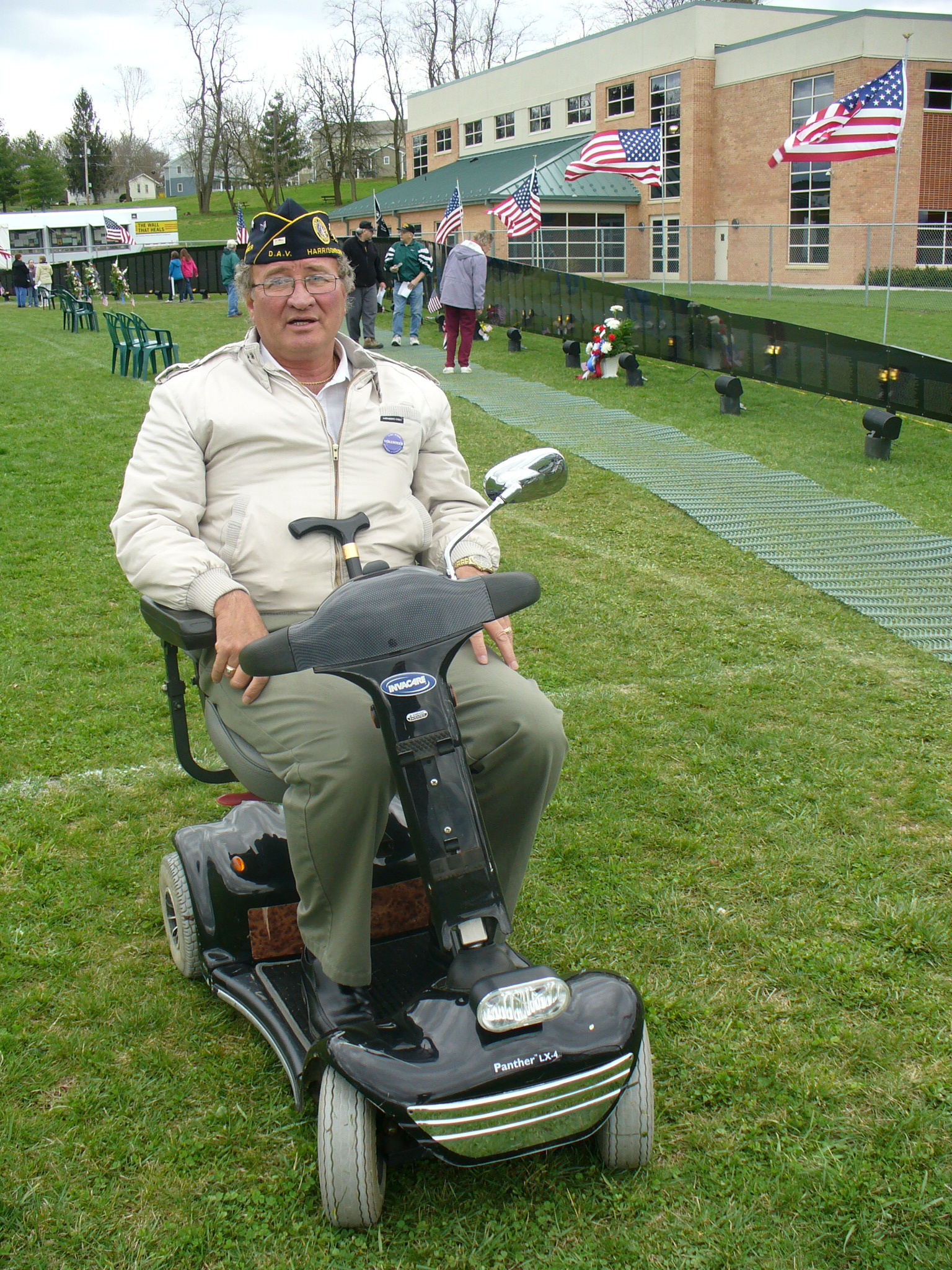
En amerikansk vietnamveteran vid en kopia av Vietnam Veterans Memorial.

Vietnamveteran är en term som används för att beskriva någon som tjänstgjorde i militärstyrkorna för de länder som deltog i Vietnamkriget. 
Benämningen associeras vanligtvis med personer som var med i militärstyrkorna för Sydvietnam, USA och länder allierade med dessa. I den engelsktalande världen används termen vanligtvis inte för medlemmar i den nordvietnamesiska armén eller FNL.

## Vietnamkrigsveteraner i olika länder

### Australien
Från Australien deltog sammanlagt 13 600 i Royal Australian Navy, 41 720 members från Australian Army samt 4 900 från Royal Australian Air Force i Vietnamkriget mellan 1962 och fram till 1975. Av dess blev 501 stupade eller saknade i strid och 2 400 skadades.

### USA

Släpspänne för Vietnam Service Medal.

Enligt den officiella definitionen började insatsen i Vietnam för USA:s väpnade styrkor i februari 1961 och varade fram till maj 1975. Drygt 2,7 miljoner amerikanska män och kvinnor tjänstgjorde i Vietnam. Under kriget stupade 58 000 amerikaner. Presumtionen är att de flesta under sin tjänstgöring exponerats för avlövningsmedlet Agent Orange. Posttraumatiskt stressyndrom är även vanligt förekommande.